# NAC in het seizoen 1967/68
Het seizoen 1967/1968 was het 14e jaar in het bestaan van de Bredase betaaldvoetbalclub NAC. De club kwam uit in de Eredivisie en eindigde daarin op de 15e plaats. Tevens deed de club mee aan het toernooi om de KNVB Beker, hierin werd het team in de groepsfase uitgeschakeld.

## Wedstrijdstatistieken

### Eredivisie
|       | ADO   | Ajax  | DOS   | DWS   | Feijenoord | Fortuna '54 | Go Ahead | GVAV  | MVV   | N.E.C. | PSV   | Sittardia | Sparta | Telstar | FC Twente '65 | Volendam | Xerxes/DHC '66 |
| ----- | ----- | ----- | ----- | ----- | ---------- | ----------- | -------- | ----- | ----- | ------ | ----- | --------- | ------ | ------- | ------------- | -------- | -------------- |
| Thuis | 0 – 0 | 0 – 1 | 1 – 1 | 1 – 0 | 0 – 3      | 0 – 0       | 1 – 2    | 0 – 0 | 1 – 1 | 0 – 0  | 2 – 1 | 1 – 0     | 1 – 0  | 2 – 1   | 1 – 0         | 0 – 2    | 4 – 2          |
| Uit   | 2 – 1 | 3 – 0 | 0 – 0 | 2 – 1 | 4 – 0      | 1 – 1       | 6 – 0    | 0 – 1 | 2 – 0 | 2 – 1  | 6 – 0 | 0 – 2     | 2 – 1  | 4 – 0   | 3 – 1         | 2 – 1    | 3 – 0          |

### KNVB Beker
| Groepsfase                                              | NAC                                        | 2 – 0 (1 – 0) | Baronie         |
| 31 december 1967 Plaats: Breda Beatrixstraat            | Frans Bouwmeester 4' Jacques Visschers 88' |               |                 |
| Groepsfase                                              | NOAD                                       | 1 – 1 (1 – 1) | NAC             |
| 25 februari 1968 Plaats: Tilburg Gemeentelijk Sportpark | Cas Janssens 12'                           |               | 9' Ferry Pirard |
| Groepsfase                                              | Willem II                                  | 2 – 0 (1 – 0) | NAC             |
| 24 maart 1968 Plaats: Tilburg Gemeentelijk Sportpark    | Ger Saris 15', 90'                         |               |                 |

### Europacup II
| 1e ronde                                              | Floriana FC                                                         | 1 – 2 (0 – 0)    | NAC                        |
| 21 september 1967 Plaats: Valletta Independence Arena | Charles Buttigieg 49'                                               | Wedstrijdverslag | 48', 69' Jacques Visschers |
| 1e ronde                                              | NAC                                                                 | 1 – 0 (0 – 0)    | Floriana FC                |
| 12 oktober 1967 Plaats: Breda Beatrixstraat           | Ferry Pirard 56'                                                    | Wedstrijdverslag |                            |
| 2e ronde                                              | NAC                                                                 | 1 – 1 (1 – 0)    | Cardiff City FC            |
| 15 november 1967 Plaats: Breda Beatrixstraat          | Jacques Visschers 9'                                                | Wedstrijdverslag | 68' Peter King             |
| 2e ronde                                              | Cardiff City FC                                                     | 4 – 1 (2 – 1)    | NAC                        |
| 29 november 1967 Plaats: Cardiff Ninian Park          | Bobby Brown 2' Barrie Jones 19' Malcolm Clarke 66' John Toshack 67' | Wedstrijdverslag | 29' Frie Nouwens           |

## Statistieken NAC 1967/1968

### Eindstand NAC in de Nederlandse Eredivisie 1967 / 1968
| Stand | Gespeeld | Gewonnen | Gelijk | Verloren | Punten | Doelpunten voor | Doelpunten tegen |
| ----- | -------- | -------- | ------ | -------- | ------ | --------------- | ---------------- |
| 15e   | 34       | 9        | 8      | 17       | 26     | 25              | 56               |

### Topscorers
| #      | Naam                  | Goal |
| ------ | --------------------- | ---- |
| 1.     | Jacques Visschers     | 6    |
| 2.     | Frie Nouwens          | 5    |
| 3.     | Frans Bouwmeester     | 2    |
| 3.     | Jan van Gorp          | 2    |
| 3.     | Ivan Pintarić         | 2    |
| 3.     | Ferry Pirard          | 2    |
| 3.     | Nico Rijnders         | 2    |
| 3.     | Martin Snoeck         | 2    |
| 9.     | Frans Bouwmeester jr. | 1    |
| 9.     | Gerrie Kattestaart    | 1    |
| Totaal | Totaal                | 25   |

| #      | Naam              | Goal |
| ------ | ----------------- | ---- |
| 1.     | Frans Bouwmeester | 1    |
| 1.     | Ferry Pirard      | 1    |
| 1.     | Jacques Visschers | 1    |
| Totaal | Totaal            | 3    |

| #      | Naam              | Goal |
| ------ | ----------------- | ---- |
| 1.     | Jacques Visschers | 3    |
| 2.     | Frie Nouwens      | 1    |
| 2.     | Ferry Pirard      | 1    |
| Totaal | Totaal            | 5    |

## Voetnoten
ADO ·
Ajax ·
DOS ·
DWS ·
Feijenoord ·
Fortuna '54 ·
Go Ahead ·
GVAV ·
MVV ·
NAC ·
N.E.C. ·
PSV ·
Sittardia ·
Sparta ·
Telstar ·
FC Twente '65 ·
Volendam ·
Xerxes/DHC '66